# JAビル
JAビル（ジェイエイビル）は、東京都千代田区大手町にある超高層ビルである。なお、他にもJAビルは全国各地に存在する。

## 入居団体
全国農業協同組合中央会（JA全中）、全国農業協同組合連合会（JA全農）、全国厚生農業協同組合連合会（JA全厚連）、株式会社日本農業新聞（大手町分室）など農協系団体の多くが本部や事務所を置くほか、事業パートナーのNTT都市開発・サンケイビル・東京建物・三菱地所による賃貸オフィスとして供給されている。

## 再開発
2002年頃から汐留(港区)や品川インターシティ(港・品川区)がビジネス街として開発され、大手町・丸の内地区から流出する企業が現れた。大手町・丸の内地区では敷地の空きがなく、事業活動を止めずに建て替えることは困難であったが、2003年に大手町合同庁舎1・2号館跡地約13,400 m2が売却されることになり、大手町地区連鎖型再開発の一環として、（旧）JAビルおよび隣接地の日経ビル・経団連会館を換地して建替えられることになった。（旧）JAビル・日経ビル・経団連会館跡地には日本政策投資銀行ビル・公庫ビル・新公庫ビル・三菱総合研究所ビルの機能が移転した。その後連鎖再開発は3次まで行われ、大手町合同庁舎の代わりとなる国有地（大手町二丁目地区再開発）は、2018年に郵政ビル（旧郵政省庁舎）と交換される予定となっている。
2009年4月に、西隣の日本経済新聞社東京本社ビル、東隣の経団連会館とともに竣工した。同じ高さの建物が並ぶと圧迫感を与えることから、日経ビル155 m、JAビル180 m、経団連会館122 mと高さに変化をつけている。3棟のビルは低層部で連結し、長さ140 mのガラスカーテンウォールの外装を持つ「大手町カンファレンスセンター」として、国際会議も開催可能な会議室などを備えている。

## 旧JAビル
佐藤武夫による設計で1965年に竣工した。

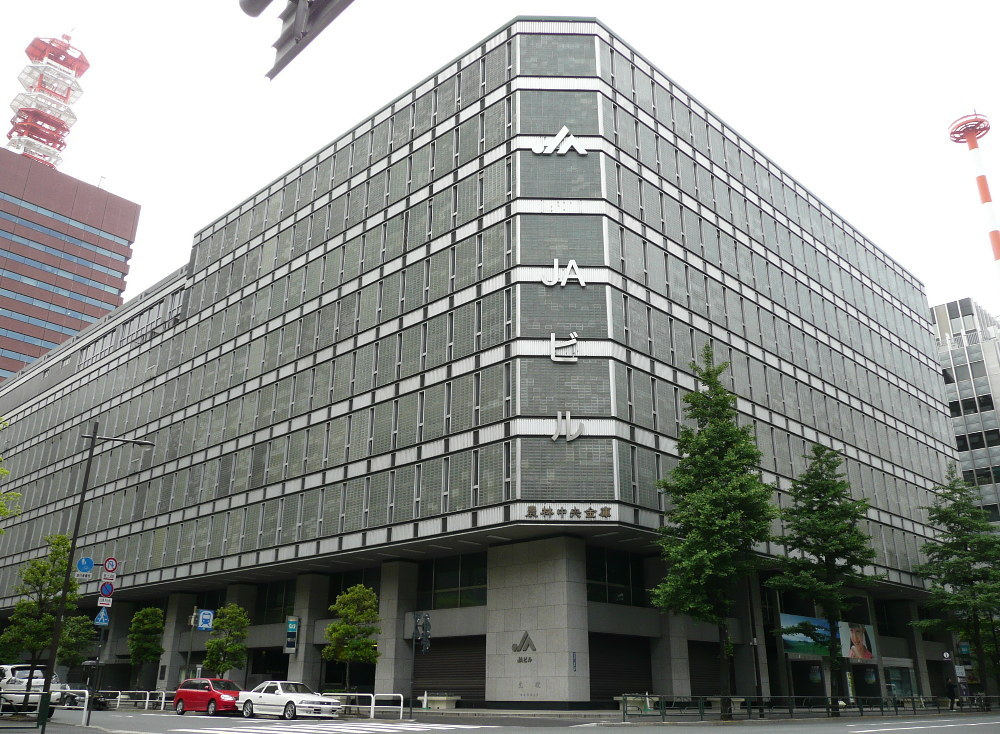
旧JAビル 2007年5月

現ビルの約400 m東南東の大手町1丁目9-7北緯35度41分15.6秒 東経139度45分56.7秒に所在していたが解体され、跡地には2012年に大手町フィナンシャルシティサウスタワーが竣工した。